# 14145 Sciam
14145 Sciam este un asteroid din centura principală de asteroizi.

## Descriere
14145 Sciam este un asteroid din centura principală de asteroizi. A fost descoperit pe 17 septembrie 1998 la Stația Anderson Mesa în cadrul programului LONEOS. El prezintă o orbită caracterizată de o semiaxă mare de 2,41 ua, o excentricitate de 0,21 și o înclinație de 4,2° în raport cu ecliptica.